# Nikt Nic Nie Wie
Nikt Nic Nie Wie (NNNW) – polskie wydawnictwo specjalizujące się w muzyce alternatywnej, zwłaszcza związanej z subkulturą punk. Istnieje od 1989 r., początkowo, wydając ziny, następnie kasety magnetofonowe, a od 1991 r. płyty. Jej założycielem jest Michał Hałabura „Uszaty”. Motto wytwórni to: „podkładamy nogi tym, którzy nie chcą o nas słyszeć”, zaczerpnięte z tekstu piosenki zespołu Ulica.
Oprócz wydawania albumów muzycznych i zinów, wydawnictwo organizuje koncerty.
Pierwszą płytą długogrającą wydaną przez NNNW w styczniu 1991 r. było „...Na własne podobieństwo...”  Inkwizycji.
Wydawnictwo Nikt Nic Nie Wie wydało w Polsce płyty m.in. zespołów: Ewa Braun, Chumbawamba, Włochaty, Oi Polloi, Odszukać Listopad, Už Jsme Doma, Apatia, Inkwizycja, Schizma.